# Тооминг, Яан Освальдович
Я́ан О́свальдович То́оминг (эст. Jaan Tooming; 28 марта 1946, Таллин, Эстонская ССР, СССР — 5 апреля 2024) — советский и эстонский театральный деятель, актёр и писатель. Заслуженный артист Эстонской ССР (1976), в 2001 году награждён орденом Белой звезды IV класса.

## Биография
Родился 28 марта 1946 года в семье писателя Освальда Тооминга. 
В 1964 году окончил Таллинскую 7-ю среднюю школу, в 1968 году — Таллинскую государственную консерваторию по специальности «драма» у Вольдемара Пансо.
Член Театрального союза Эстонии с 1977 года, Эстонского союза режиссёров с 1993 года и Союза писателей Эстонии с 2009 года.

### Театральная деятельность
В 1968—1969 годах был актёром Государственного молодёжного театра Эстонской ССР, в 1969—2009 годах — актёром и режиссёром театра Ванемуйне, в 1972–1976, 1985–1989 годах совместно с Юло Вилимаа руководил учебной студией этого театра. В 1979—1983 годах — главный режиссёр театра «Угала». Также ставил спектакли в Детском театре Тарту, Городском театр Йоэнсуу в Финляндии и других. В 2005 году основал театр «Sagar Sagitta».

### Карьера писателя
С 1972 года стихи Яана Тооминга публиковались в ежемесячном журнале «Looming» под псевдонимом Лапард. В 1999 году вышел его первый сборник стихов под названием «Rist on kasvanud kõiksusest läbi» (с эст. — «Крест пророс через Вселенную»). После начали выходить произведения в разных жанрах: сборники стихов, эссе и т.д. Также является автором статей в различных журналах и газетах.

### Карьера в кинематографе
Как режиссёр снял 4 полнометражных фильма: «Бесконечный день» (1971), «Цветные сны» (1974), «Новый Нечистый из преисподней» (1977) и «Мужчина и сосновая мутовка» (1979). Также был киноактёром, сыграв роль Исы в фильме «Цветные сны», Слахтера в фильме «Между тремя поветриями» и других.
Марко Раат о Яане Тооминге как о кинорежиссёре:
Яан Тооминг был единственным эстонским театральным художником всех времен, кто отнёсся к кино серьезно, с полной страстью вникая в особые возможности и средства выражения этого искусства, и результат оказался тем же — перед нами одни из самых смелых и вдохновляющих фильмов.

Его начинания в этой области уже характерны: с точки зрения кино это такие же амбициозные шаги, как и те, что известны в ту же эпоху под названием «театральное новаторство». В то время как театральные режиссёры обычно снимают фильмы время от времени не из страсти, а по каким-то второстепенным причинам, как отход от привычного театрального уклада, Тооминг начал с низовых истоков, изнутри, тем самым взяв на себя всю ответственность. Когда он впервые работал над фильмом «Между тремя поветриями» (1970) в качестве сорежиссёра Вирве Аруоя, он прошёл весь процесс режиссуры так называемого классического художественного фильма и, конечно же, сразу же столкнулся с теми же проблемами застоя и вчерашнего художественного языка, что и в театре того времени. В отличие от своих идеологов и коллег Хермакюлы, Вахинга и Унта у которых не было более глубокого интереса к кино (кроме теоретического и традиционно-прагматического, на уровне литературного сценария или актёрской игры), Тооминг приступил к реализации своего видения киноискусства с той же самоотдачей и бескомпромиссной приверженностью, что и на сцене.

### Смерть
Умер 5 апреля 2024 года.

## Фильмография

### Сценарист
- 1977 — Новый Нечистый из преисподней / Põrgupõhja uus Vanapagan
- 1977 — Гадание на ромашке: Браконьер / Karikakramäng: Salakütt
- 1978 — Народ Небесного лося / Taevapõdra rahvaste laulud
- 1979 — Мужчина и сосновая мутовка / Mees ja mänd

### Режиссёр
- 1971 — Медные ручки / Vasksed käepidemed
- 1971 — Бесконечный день / Lõppematu päev
- 1974 — Цветные сны / Värvilised unenäod
- 1977 — Новый Нечистый из преисподней / Põrgupõhja uus Vanapagan
- 1978 — Народ Небесного лося / Taevapõdra rahvaste laulud
- 1979 — Мужчина и сосновая мутовка / Mees ja mänd

### Актёр
- 1970 — Между тремя поветриями / Kolme katku vahel — Слахтер
- 1971 — Бесконечный день / Lõppematu päev — W
- 1973 — Сломанная подкова — Карл Шмидт
- 1974 — Цветные сны / Värvilised unenäod — Иса
- 1977 — Новый Нечистый из преисподней / Põrgupõhja uus Vanapagan — пастор
- 2017 — Ноябрь / November — чёрт

## Семья
- Отец — Освальд Тооминг
- Брат — Пеэтер Тооминг
- Жена — Лийс Бендер (1986—2000)[3]

## Награды и премии
- 1971 — Премия Всесоюзного фестиваля музыкального и драматического искусства в ВНР за роль Люцифера в спектакле «Человеческая трагедия»
- 1975 — Ежегодная премия Театрального союза Эстонской ССР за лучшую мужскую роль — Фаюнина в спектакле «Завоевательный поход»
- 1976 — Ежегодная премия Театрального союза Эстонской ССР за лучшую мужскую роль — Ральфа в спектакле «Жизнь в цитадели»
- 1976 — Ежегодная премия Театрального союза Эстонской ССР за лучшую режиссуру за постановку спектакля «Новый Нечистый из преисподней»
- 1976 — Заслуженный артист Эстонской ССР
- 1977 — Премия имени Антса Лаутера за плодотворную творческую деятельность последних лет
- 1978 — Премия Театрального союза Эстонской ССР I степени за режиссуру за постановку спектакля «Правда и справедливость»
- 1980 — Гран-при Республиканского театрального фестиваля в Пярну за постановку спектакля «Кихну Йынн»
- 1980 — Ежегодная премия Театрального союза Эстонской ССР за лучшую режиссуру за постановку спектакля «Кихну Йынн»
- 1981 — Диплом за режиссуру Всесоюзном фестивале драматургии в ГДР за постановку спектаклей «Пасынок Чёрного материка» и «Семь братьев»
- 1981 — Ежегодная премия Театрального союза Эстонской ССР за лучшую мужскую роль — Альберта Швейцера в спектакле «Пасынок Чёрного материка»
- 1983 — Ежегодная премия Театрального союза Эстонской ССР за лучшую мужскую роль — главную роль в спектакле «Егор Булычёв и другие»
- 1986 — Ежегодная премия Театрального союза Эстонской ССР за лучшую режиссуру за постановку оперы «Луна»
- 1986 — Ежегодная премия Театрального союза Эстонской ССР за лучшую мужскую роль — Андреса в спектакле «Время прийти, время уйти»
- 1989 — Ежегодная премия Театрального союза Эстонии за лучшую режиссуру за постановку спектакля «Убийство в соборе»
- 1996 — Ежегодная премия Театрального союза Эстонии за лучшую режиссуру за постановку спектакля «Джон Габриэль Боркман»
- 2001 — Орден Белой звезды IV степени
- 2004 — Премия Фонда национальной культуры Эстонии за достижения всей жизни
- 2012 — Культурная премия Эстонской республики за выдающуюся многолетнюю творческую деятельность[2]